# Opus (Werk)
Opus (Mehrzahl Opera, Abkürzung Op. oder op.) ist die lateinische Bezeichnung für ein Kunstwerk, insbesondere eines Komponisten. Bei vielen Komponisten vom Barock bis zur Romantik ist die Zählung ihrer Werke mit Hilfe der damals vergebenen Opuszahlen (Opusnummern) bis heute in Gebrauch.
Auch das Werk eines anderen schöpferischen Künstlers oder eines (Kunst-)Handwerkers, beispielsweise eines Orgelbauers kann als Opus bezeichnet werden (siehe auch Opus magnum). Es kann auch das Gesamtwerk einer Person gemeint sein. Kleine Werke werden manchmal auch mit der Verkleinerungsform Opusculum beziehungsweise Opuskulum bezeichnet.

## Schreibweisen
- Dem lateinischen Wort opus entspricht im Deutschen das Fremdwort Opus (Neutrum, Abkürzung op. oder Op., Plural opera: Opp. oder opp.).
- Mit der Ausschreibung geht normalerweise Großschreibung einher: ein gewaltiges Opus. Das gilt überwiegend auch, wenn eine Werkzahl folgt: Beethovens Opus 61 (seltener: Beethovens opus 61).
- Bei der Abkürzung überwiegt die Kleinschreibung: Beethovens op. 61 (seltener: Beethovens Op. 61).
- Meist handelt es sich nur um eine nachgestellte Zusatzangabe. Dann ist Kleinschreibung die Regel: Beethovens Violinkonzert op. 61.
- Ausnahme: Auf CD-Covern und Noten sind Opusnummern Bestandteil des Titels. Hier wird häufig auch die Großschreibung Op. verwendet (besonders im Englischen und/oder am Zeilenanfang).

Weitere Abkürzungen in der Musik
- opp. steht für die Mehrzahl opera und wird gelegentlich bei der Nennung mehrerer Opusnummern verwendet.
- o. op. oder WoO bedeutet „ohne opus“ bzw. „Werk ohne Opuszahl“. Dem entspricht lateinisch op. deest (= „Opuszahl fehlt“).
- op. post(h). steht für opus post(h)umum und bezeichnet ein Werk, das postum (nach dem Tod des Komponisten) herausgegeben wurde.

Abkürzung in wissenschaftlichen Texten
- op. cit. steht für opus citatum und wird in Literaturangaben verwendet. Es bedeutet „im zitierten Werk“ (gemeint ist: „im schon oben angegebenen Werk“) und entspricht dem deutschen a. a. O. (= am angegebenen Ort).

## Geschichte
Fortlaufende Opuszahlen wurden zunächst von Musikverlegern zur Bezeichnung der im Druck erschienenen Werke eines Komponisten eingeführt. Seit der Romantik nummerierten Komponisten ihre Werke durch, unabhängig davon, ob sie gedruckt waren oder nicht. In der Moderne gaben viele Komponisten (zum Beispiel Alban Berg) begonnene Opuszählungen auf und in der Gegenwartsmusik sind sie unüblich geworden. Abhängig von der Reihenfolge der Veröffentlichung lassen Opuszahlen oft keinen Rückschluss auf die Reihenfolge oder den Zeitpunkt der Entstehung zu. Oft veröffentlichten Verleger nach dem Tod eines Komponisten im Nachlass aufgefundene Früh- oder Jugendwerke durch Weiterzählen der Nummern, so dass Felix Mendelssohn Bartholdys Klaviersonate g-Moll von 1821 die Opuszahl 105 trägt, während das letzte zum Druck autorisierte Werk, die Sechs Kinderstücke von 1847, als Opus 72 verbreitet ist. Auch schon zu Lebzeiten verwendeten Verleger gelegentlich hohe Opuszahlen, um besonders neue oder reife Werke vorzuspiegeln; so erhielt Antonín Dvořáks Symphonie Nr. 5 mit Opuszahl 76 eine höhere als die späteren Symphonien Nr. 6 und 7.
Zu den ersten Komponisten, deren Kammermusikwerke bis heute mit ihrer originalen Opusnummer benannt werden, gehörten Arcangelo Corelli und Georg Friedrich Händel. Aus dieser Zeit stammt auch der Brauch, mehrere Werke gleicher Besetzung in einer Ausgabe zusammenzufassen und mit einer Opusnummer zu versehen: in der Barockzeit zwölf oder sechs, danach bis zur Klassik vor Ludwig van Beethoven in der Regel sechs Werke. Beethoven veröffentlichte maximal drei Werke unter einer Opuszahl (Klaviertrios op. 1, Klaviersonaten op. 2, Streichtrios op. 9, Klaviersonaten op. 10, Violinsonaten op. 12 und so weiter – die sechs Streichquartette op. 18 sind eine signifikante Ausnahme), aber schon sein Streichtrio Es-Dur von 1792 erschien als individuelles Werk mit eigener Opuszahl. Später wurden selbst kürzeste Stücke (wie das einzelne Lied Opus. 32) mit eigener Nummer verlegt, was nicht zwingend Beethovens Willen entsprochen haben muss, sondern eine Eigenmächtigkeit seiner Verleger gewesen sein kann.
Auch Joseph Haydn und Wolfgang Amadeus Mozart veröffentlichten ihre Streichquartette unter Opuszahlen, während die für bestimmte Anlässe geschriebenen Orchesterwerke, Messen, Opern und so weiter erst später im Druck erschienen und heute durch nachträglich erarbeitete Werkverzeichnisse (zum Beispiel Köchelverzeichnis) erschlossen werden. Auch bestimmte Gattungen wie Variationen oder Gelegenheitskantaten wurden nicht mit einer Opuszahl versehen, wenn der Komponist sie als zu leichtgewichtig erachtete. Erst Beethoven brachte einen so hohen Anteil seiner Produktion bei Verlegern unter, dass sein Gesamtwerk bis heute anhand der originalen Opuszahlen bezeichnet wird – mit Ausnahme der posthum katalogisierten „Werke ohne Opuszahl (WoO)“, zu denen etwa die meisten seiner Variationen gehören.